# Филибастер
Термин филибастер (енгл. filibuster) у законодавном процесу означава право на неограничену расправу о одређеном питању. Користећи право на филибастер, могуће је одгодити или потпуно спречити гласање о неком закону или другом предлогу. Филибастер тако представља врсту опструкције у скупштини или другом органу за доношење одлука.
Реч филибастер долази из холандског и шпанског језика, а у 19. веку су се њоме означавали пирати. У данашњем смислу, реч је први пут употребљена 1854. у Конгресу САД, када су противници Закона о Канзасу и Небраски покушали да одгоде његово доношење.
Један од првих познатих практичара филибастера био је римски сенатор Марко Порције Катон Млађи. У расправама око доношења закона којима се посебно противио, Катон Млађи је често опструисао гласање о њима говорећи непрекидно до сумрака. Како је Римски Сенат имао правило да се сви послови морају закључити до сумрака, Катонови дуги говори били су ефикасно средство за спречавање гласања.
У новије време реч филибастер се углавном користи за тактику опструкције у америчком Сенату, иако се сличне тактике користе и у другим државама.
У Сенату САД, правила дозвољавају сенатору, или групи сенатора, да говоре колико год желе о било којој теми коју изаберу, све док „три петине изабраних сенатора који су положили заклетву“ (обично 60 од 100 сенатора) не гласа за затварање дебате.
Најдужи филибастер у Сенату САД одржао је Стром Термонд, тада амерички сенатор Демократске странке из Јужне Каролине. У покушају да спречи доношење Закона о грађанским правима из 1957, Термонд је говорио непрекидно 24 сата и 18 минута, али је закон ипак усвојен.